# Episodi di Younger (seconda stagione)
La seconda stagione della serie televisiva Younger, composta da 12 episodi, è stata trasmessa negli Stati Uniti dal 13 gennaio al 23 marzo 2016 sul canale via cavo TV Land.
In Italia, la stagione è trasmessa dal 4 aprile al 9 maggio 2017 sul canale pay Fox Life.
| nº | Titolo originale                  | Titolo italiano                 | Prima TV USA     | Prima TV Italia |
| -- | --------------------------------- | ------------------------------- | ---------------- | --------------- |
| 1  | Tattoo You                        | Il tatuaggio                    | 13 gennaio 2016  | 4 aprile 2017   |
| 2  | The Mao Function                  | Un nuovo inizio                 | 13 gennaio 2016  | 4 aprile 2017   |
| 3  | Like a Boss                       | Kelsey in carriera              | 20 gennaio 2016  | 11 aprile 2017  |
| 4  | The Jade Crusade                  | Uragano Jade                    | 27 gennaio 2016  | 11 aprile 2017  |
| 5  | Jersey, Sure                      | Una serata in New Jersey        | 3 febbraio 2016  | 18 aprile 2017  |
| 6  | Un-Jaded                          | L'inganno                       | 10 febbraio 2016 | 18 aprile 2017  |
| 7  | Into the Woods & Out of the Woods | Un weekend movimentato          | 17 febbraio 2016 | 25 aprile 2017  |
| 8  | Beyond Therapy                    | Matrimonio in vista             | 24 febbraio 2016 | 25 aprile 2017  |
| 9  | The Good Shepherd                 | Il buon pastore                 | 2 marzo 2016     | 2 maggio 2017   |
| 10 | Bad Romance                       | Storie sbagliate                | 9 marzo 2016     | 2 maggio 2017   |
| 11 | Secrets & Liza                    | Segreti e Liza                  | 16 marzo 2016    | 9 maggio 2017   |
| 12 | No Weddings & a Funeral           | Nessun matrimonio e un funerale | 23 marzo 2016    | 9 maggio 2017   |